# Габяши, Хасан-Гата
Хасан-Гата Мухамметович Габяши (11 января 1863, Малый Сулабаш Казанского уезда — 7 августа 1936, там же) — татарский релиогиозный и общественный деятель, мусульманский богослов, историк, тюрколог.

## Биография
Родился 11 января 1863 года в деревне Малый Сулабаш Казанского уезда Казанской губернии(ныне Высокогорского района Татарстана) в семье муллы. Начальное образование получил у деда и отца. В 1874 г. в возрасте 11 лет его отправили учиться в медресе А. Абдулгафарова «Гаффария» при Азимовской мечети г. Казань, где он провёл 17 лет сначала как шакирд (студент), а затем 5 лет в качестве хальфы (помощника преподавателя), занимаясь преподаванием в младших классах.
 
В 1889 г. преподавал в Мусульманском детском приюте казанских предпринимателей братьев Юнусовых, в котором одним из первых в городе внедрил новометодное обучение.

В 1890 г. имам-хатиб мечети деревни Малый Сулабаш. С 1894 г. ахун.

В 1895–1899 гг. кадия (судья) Оренбургского магометанского духовного собрания, одновременно преподавал в медресе «Галия» и «Усмания», был членом различных попечительных благотворительных обществ.

В 1899 г. из-за болезни вернулся в Малый Сулабаш. Там при финансовой поддержке купца Г.Хусаинова открыл новометодную школу, в которой, наряду с традиционными предметами, преподавались история, география, культура народов Востока.

В 1905–1915 гг. вновь кази Оренбургского Магометанского Духовного Собрания.

В 1915 г. вернулся в медресе деревни Малый Сулабаш.

Участвовал в работе I (избран членом президиума) и II Всероссийских мусульманских съездов.

С 1917 г. мухтасиб второго мухтасибата Казанского уезда с центром в деревне Малый Сулабаш, одновременно занимался научно-исследовательской и педагогической деятельностью.

После Октябрьской революции преподавал на педагогических курсах Арского кантона. Сыграл большую роль в подготовке татарско-мусульманской коллекции Центрального музея Татарской Автономной Советской Социалистической Республики (ТАССР). Член Совета богословов Центрального Духовного управления мусульман Внутренней России и Сибири (1923 г.).

В январе 1932 г. арестован, осужден и отправлен на исправительные работы в Архангельскую область. В начале 1936 г. освобожден по состоянию здоровья.

## Деятельность
Автор исследований по вопросам философии, педагогики, истории.
В статьях «Ефим Маловка рәддия» («Возражение Ефиму Малову», 1886 г.), «Тәрбияле бала» («Воспитанный ребенок», 1889 г.), «Саулык» («Здоровье», 1889 г.), «Басыйрат» («Разум, проницательность», 1889 г.) Х-Г. Габаши затрагивает вопросы философии, педагогики и реформы образования, критикует учебный процесс в старом медресе и предлагает светскую программу обучения татарской молодежи, сходную по сути и структуре с программой русской гимназии.

В 1890 г. издает сборник стихов своего деда Г. Габаши «Холасатель-баян» («Избранные»), а также исследований по истории шариата «Ысуле фикх тарихы» («История основ фикха»).

В 1909 г. в типографии «Шәрекъ» в Уфе вышел фундаментальный исторический труд Габаши – «Подробная история тюркских народов», в котором анализируется история тюрков, обозначается их место и роль в мировой истории. Болгары, по его мнению, – народ, образовавшийся при смешении тюрок и саклабов, и хан болгар является правителем саклабов.
Х-Г. Габаши подчеркивал мусульманский характер Болгарского государства, его роль в исламизации соседних народов, анализировал способы правления, религию, культуру, хозяйство, образование, науку, организацию военного дела у тюркских народов.

## Сочинения
Төрк ыруглары. Казан, 1897.
Мөхтасар тарих кауме төрк. Казан, 1899.
Мөфассал тарих кауме төрк. Казан, 1909.